# Spiro Mounds
Spiro Mounds (34LF40) is een archeologische site in Oost-Oklahoma in de Verenigde Staten, die een overblijfsel is van een inheemse indiaanse cultuur, die deel uitmaakte van de grote noordelijke Caddoan-Mississippicultuur.
De site van 80 acre bevindt zich binnen het stroomgebied aan de zuidzijde van de Arkansas. De moderne stad Spiro ontwikkelde zich op een afstand van ca. 7 mijl naar het zuiden.
Tussen de 9e en 15e eeuw creëerde de plaatselijke inheemse bevolking een machtig religieus en politiek centrum, cultureel verbonden met het Southeastern Ceremonial Complex, dat door antropologen is geïdentificeerd als de Mississippian Ideological Interaction Sphere (MIIS). Spiro was een belangrijke westelijke buitenpost van de Mississippicultuur, die de Mississippivallei en zijrivieren eeuwenlang domineerde.
In de jaren 1930, tijdens de Grote Depressie, kochten schatgravers de rechten om in Craig Mound tunnels te mogen graven - de op een na grootste mound van de site - om te zoeken naar artefacten. Zonder zich om wetenschappelijk onderzoek te bekommeren, legden ze een unieke, holle grafkamer in de mound bloot, met de meest buitengewone precolumbiaanse artefacten ooit in de Verenigde Staten gevonden. De schatgravers verkochten de artefacten aan kunstverzamelaars, sommige in Europa. De artefacten bestonden onder meer uit kwetsbare, vergankelijke materialen, zoals textiel en veren, die waren geconserveerd in de unieke atmosfeer van de gesloten kamer.
Later werden er stappen ondernomen om de site te beschermen. De site is van betekenis geweest voor de Noord-Amerikaanse archeologie sinds de jaren 1930, met name wegens de grote hoeveelheid textiel en rijkdom aan gegraveerde schelpen. Sommige artefacten, die de schatgravers verkocht hadden, keerden later terug naar de plaatselijke musea en de Caddo Natie, maar veel artefacten van de site zijn spoorloos gebleven. 
Sinds de late 20e eeuw zijn de Spiro Mounds beschermd door de Oklahoma Historical Society en zijn ze geregistreerd in de National Register of Historic Places. 

## Galerij

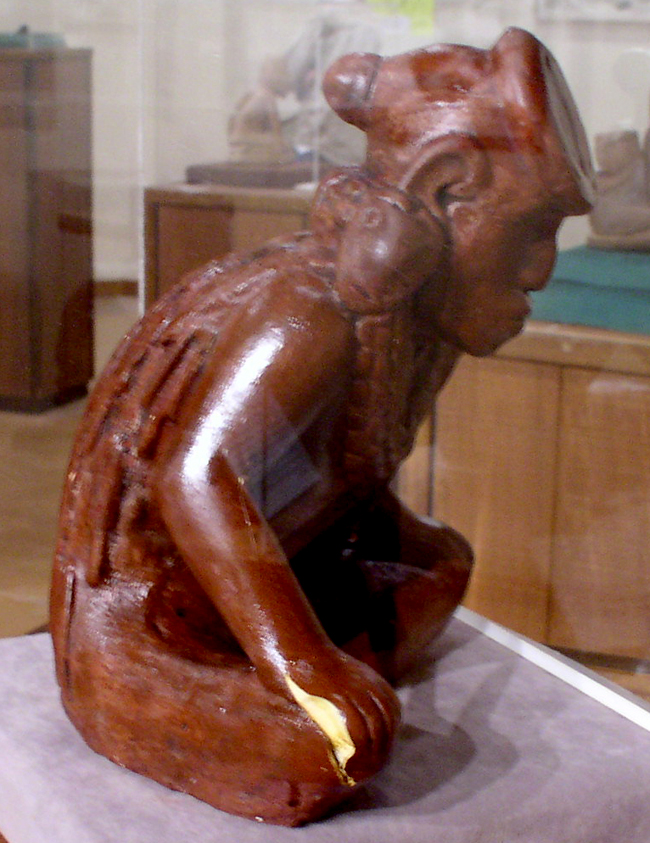
"Resting Warrior", effigy pijp van Missouri flint klei
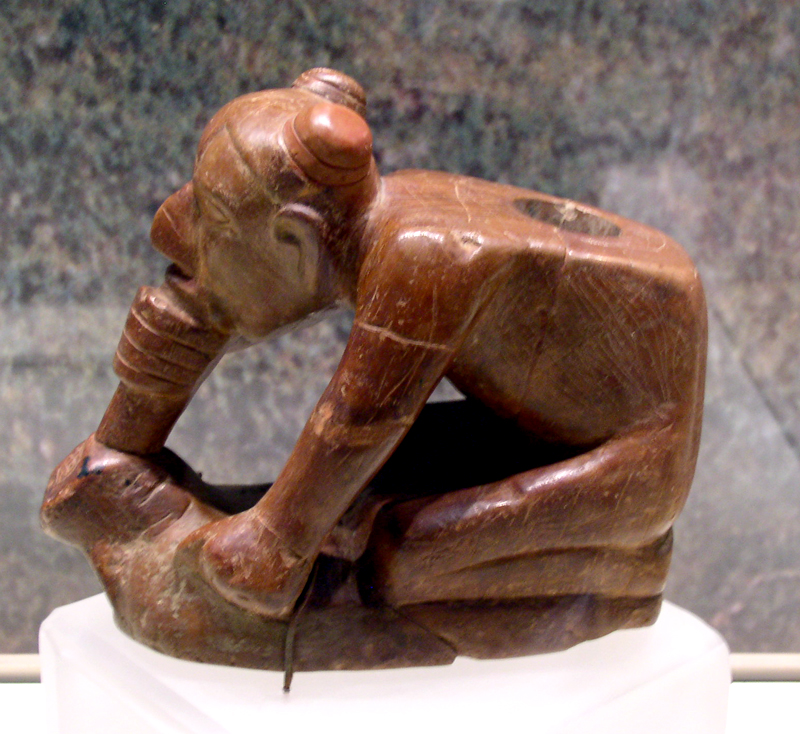
Effigy pijp van een figuur die rookt, Missouri flint klei
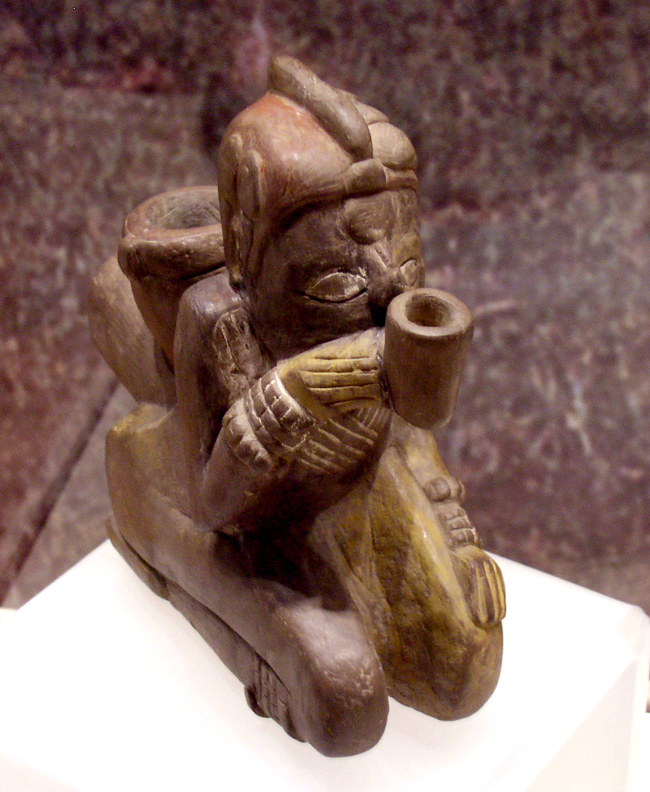
Effigy pijp van een man die een pijp rookt, Missouri flint klei
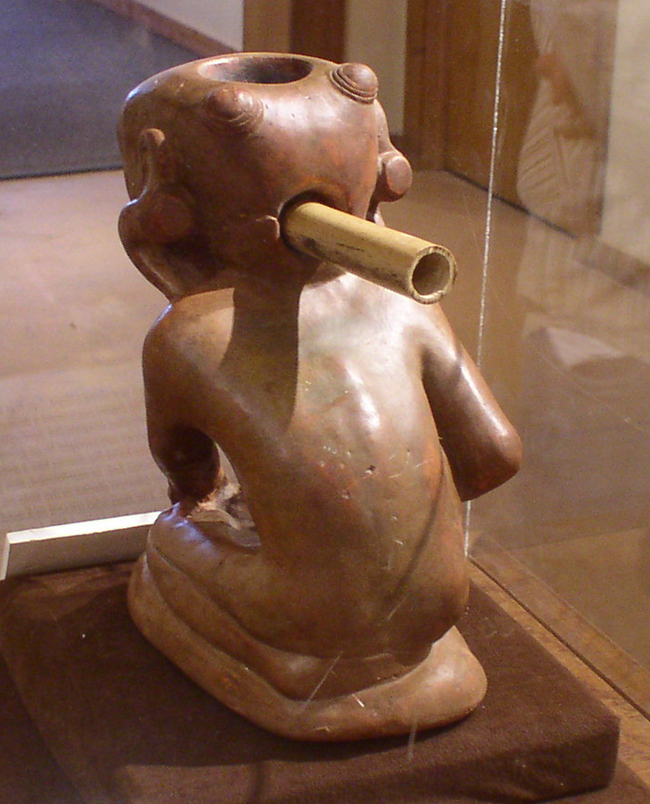
"Lucifer" pijp, achterzijde
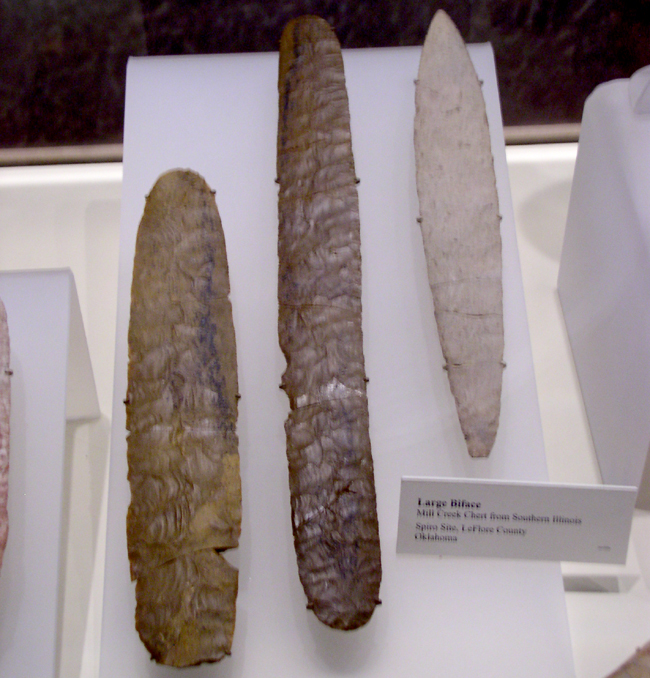
Twee jaspis en een Mill Creek hoornstenen ceremoniële bifaces (van Zuid-Illinois)
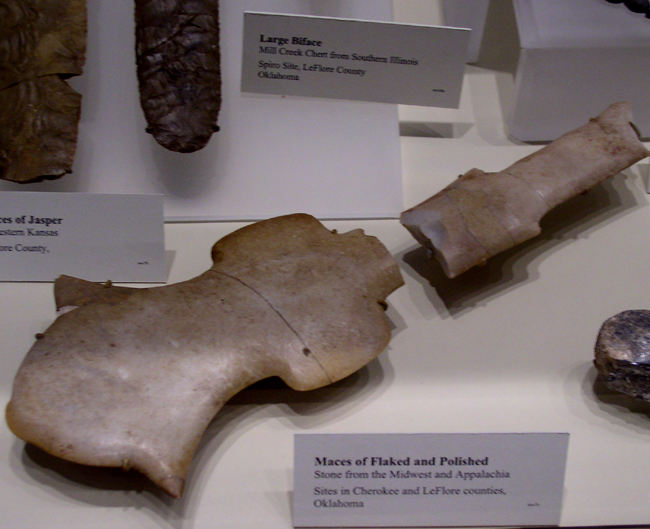
Ceremoniële knots van vuursteen
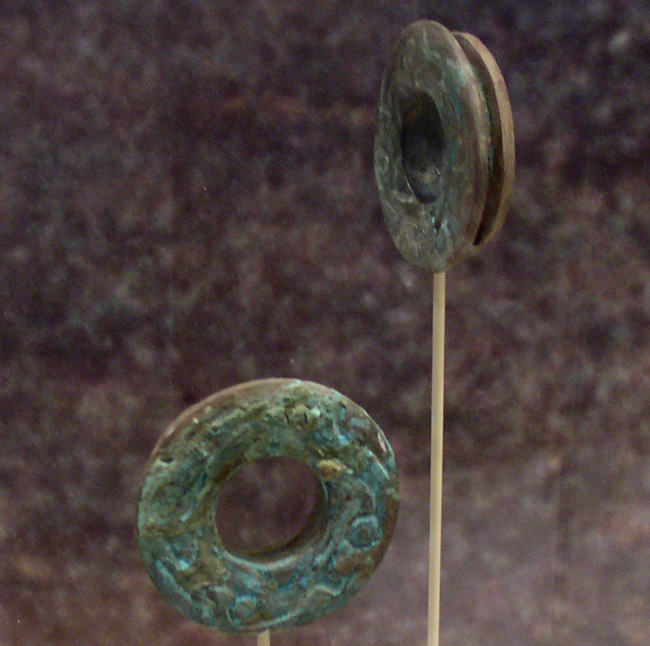
Koperen oorspoelen
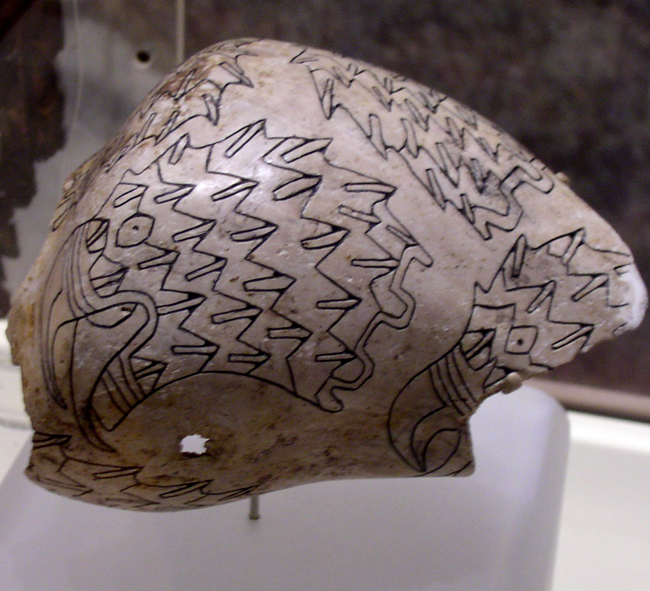
Beker van whelk schelp met gegraveerde roofvogelkoppen
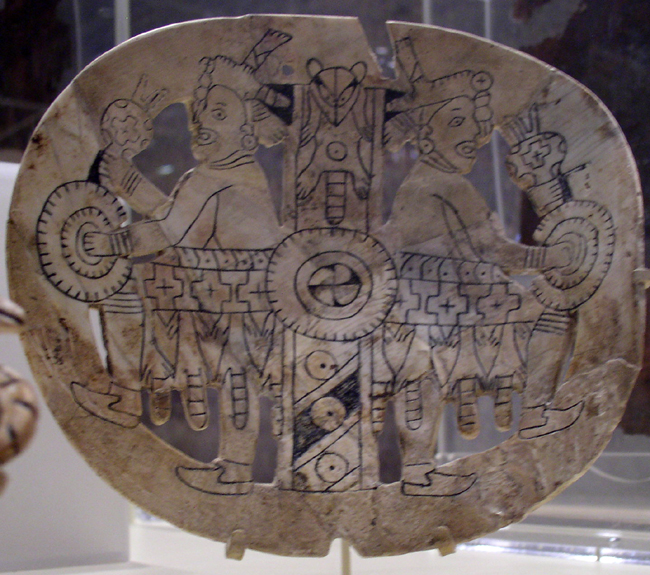
Gegraveerde shell gorget, de gestreepte centrale paal, of axis mundi, verdeelt het beeld in tweeën - de kruis- en cirkelmotieven hebben ook een symbolische betekenis
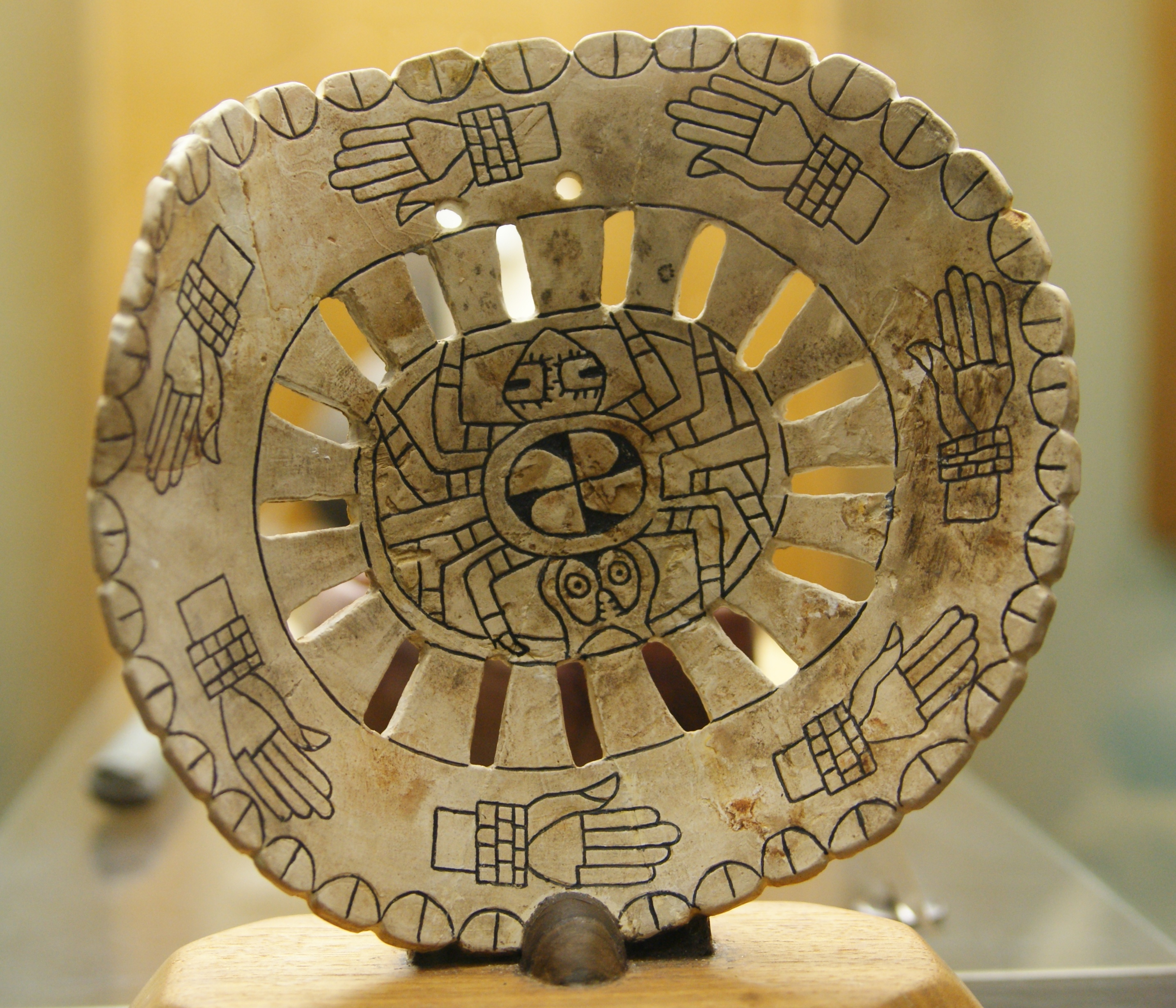
Shell gorget met in het midden een spinmotief en eromheen een rij handen met armbanden - Woolaroc Museum
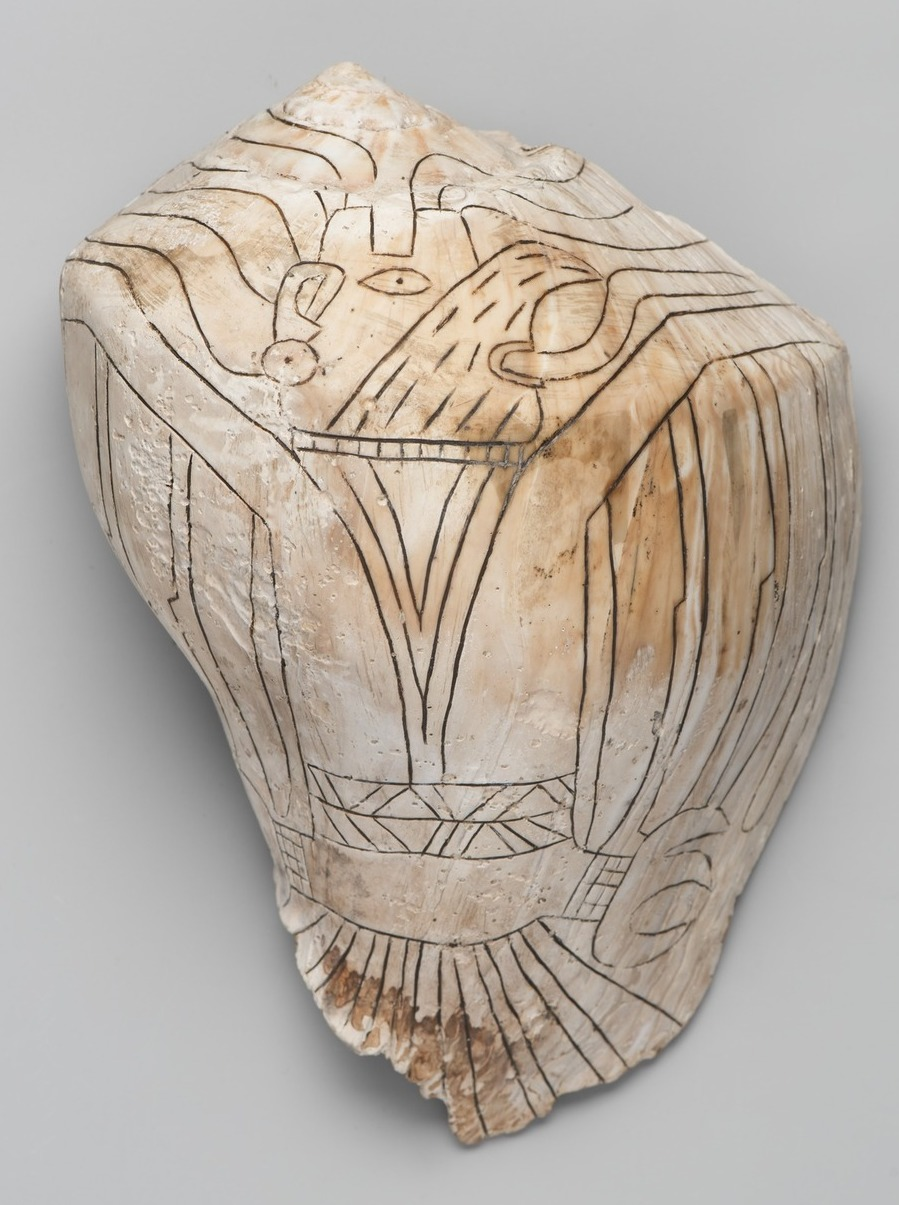
Gegraveerde trompetschelp met de afbeelding van een valkenkrijger
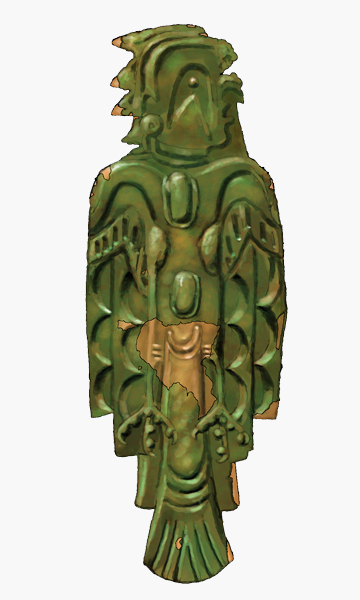
Vogelfiguur